# 卢茨河
卢茨河（法語：Louts，法語發音：[luts]）是法國的河流，位於該國西南部，屬於阿杜爾河的左支流，河道全長86公里，發源自泰兹，流經阿尔扎克-阿拉济盖、萊姆、梅拉克、维涅、阿热特莫、圣克里克沙洛斯和科佩讷，最終注入安克斯。

## 外部連結
- The Louts at the Sandre database